# 500 Miles de Fuji 1989
Navigation
Édition précédente Édition suivante
Les 500 miles de Fuji 1989 (officiellement appelé les 1989 Fuji 500 Mile Race), disputées le 22 juillet 1989 sur le Fuji Speedway, ont été la troisième manche du Championnat du Japon de sport-prototypes 1989.

## La course

### Classement de la course
Voici le classement officiel au terme de la course,.
- Les premiers de chaque catégorie du championnat du monde sont signalés par un fond jaune.
- Pour la colonne Pneus, il faut passer le curseur au-dessus du modèle pour connaître le manufacturier de pneumatiques.
- Les voitures ne réussissant pas à parcourir 75% de la distance du gagnant sont non classées (NC).

| Pos  | Classe | no  | Écurie                             | Pilotes                                       | Châssis                              | Pneus | Tours | Temps                 |
| Pos  | Classe | no  | Écurie                             | Pilotes                                       | Moteur                               | Pneus | Tours | Temps                 |
| ---- | ------ | --- | ---------------------------------- | --------------------------------------------- | ------------------------------------ | ----- | ----- | --------------------- |
| 1    | C1     | 16  | Leyton House Racing Team           | Masanori Sekiya Hideki Okada                  | Porsche 962CK6                       | B     | 179   | 4 h 32 min 32 s 792   |
| 1    | C1     | 16  | Leyton House Racing Team           | Masanori Sekiya Hideki Okada                  | Porsche Type-935 3,0 l Flat-6 Turbo  | B     | 179   | 4 h 32 min 32 s 792   |
| 2    | C1     | 100 | Trust Racing Team                  | George Fouché Steven Andskär                  | Porsche 962C GTi                     | D     | 179   | + 52 s 835            |
| 2    | C1     | 100 | Trust Racing Team                  | George Fouché Steven Andskär                  | Porsche Type-935 3,0 l Flat-6 Turbo  | D     | 179   | + 52 s 835            |
| 3    | C1     | 38  | Toyota Team TOM'S                  | Hitoshi Ogawa Paolo Barilla                   | Toyota 89C-V                         | B     | 177   | + 2 tours             |
| 3    | C1     | 38  | Toyota Team TOM'S                  | Hitoshi Ogawa Paolo Barilla                   | Toyota R32V 3,2 l V8 Turbo           | B     | 177   | + 2 tours             |
| 4    | C1     | 25  | Advan Alpha Nova                   | Kunimitsu Takahashi Stanley Dickens           | Porsche 962C                         | Y     | 177   | + 2 tours             |
| 4    | C1     | 25  | Advan Alpha Nova                   | Kunimitsu Takahashi Stanley Dickens           | Porsche Type-935 3,0 l Flat-6 Turbo  | Y     | 177   | + 2 tours             |
| 5    | C1     | 22  | Alpha Cubic Racing Team            | Naoki Nagasaka Chiyomi Totani                 | Porsche 962CK6                       | D     | 172   | + 7 tours             |
| 5    | C1     | 22  | Alpha Cubic Racing Team            | Naoki Nagasaka Chiyomi Totani                 | Porsche Type-935 3,0 l Flat-6 Turbo  | D     | 172   | + 7 tours             |
| 6    | GTP    | 230 | Shizumats Racing                   | Tetsuji Shiratori Syuuji Fujii Seisaku Suzuki | Mazda 757                            | D     | 161   | + 18 tours            |
| 6    | GTP    | 230 | Shizumats Racing                   | Tetsuji Shiratori Syuuji Fujii Seisaku Suzuki | Mazda 13G 2,0 l 3-Rotor              | D     | 161   | + 18 tours            |
| 7    | GTP    | 202 | Mazdaspeed                         | Yoshimi Katayama Yōjirō Terada Takashi Yorino | Mazda 767B                           | D     | 141   | + 38 tours            |
| 7    | GTP    | 202 | Mazdaspeed                         | Yoshimi Katayama Yōjirō Terada Takashi Yorino | Mazda 13J 2,6 l 4-Rotor              | D     | 141   | + 38 tours            |
| 8    | C1     | 88  | British Barn Racing Team           | Jirou Yoneyama Hideo Fukuyama                 | BB 89R                               | D     | 139   | + 40 tours            |
| 8    | C1     | 88  | British Barn Racing Team           | Jirou Yoneyama Hideo Fukuyama                 | Ford Cosworth DFZ 3,5 l V8 Atmo      | D     | 139   | + 40 tours            |
| Abd. | C1     | 50  | Tenoras Toyota SARD Racing Team    | Roland Ratzenberger Keiichi Suzuki            | Toyota 89C-V                         | D     | 142   | Arbre de transmission |
| Abd. | C1     | 50  | Tenoras Toyota SARD Racing Team    | Roland Ratzenberger Keiichi Suzuki            | Toyota R32V 3,2 l V8 Turbo           | D     | 142   | Arbre de transmission |
| Abd. | C1     | 36  | Toyota Team TOM'S                  | Geoff Lees Ross Cheever                       | Toyota 89C-V                         | B     | 75    | Arbre de transmission |
| Abd. | C1     | 36  | Toyota Team TOM'S                  | Geoff Lees Ross Cheever                       | Toyota R32V 3,2 l V8 Turbo           | B     | 75    | Arbre de transmission |
| Abd. | C1     | 26  | Advan Alpha Tomei                  | Kazuo Mogi Kenji Takahashi                    | Porsche 962C                         | Y     | 60    | Embrayage             |
| Abd. | C1     | 26  | Advan Alpha Tomei                  | Kazuo Mogi Kenji Takahashi                    | Porsche Type-935K 2,9 l Flat-6 Turbo | Y     | 60    | Embrayage             |
| Abd. | C1     | 24  | Nissan Motorsport                  | Masahiro Hasemi Anders Olofsson               | Nissan R89C                          | D     | 58    | Pneu                  |
| Abd. | C1     | 24  | Nissan Motorsport                  | Masahiro Hasemi Anders Olofsson               | Nissan VRH35Z 3,5 l V8 Turbo         | D     | 58    | Pneu                  |
| Abd. | C1     | 27  | FromA Racing                       | Akihiko Nakaya Harald Grohs                   | Porsche 962C                         | B     | 39    | Sortie de piste       |
| Abd. | C1     | 27  | FromA Racing                       | Akihiko Nakaya Harald Grohs                   | Porsche Type-935 3,0 l Flat-6 Turbo  | B     | 39    | Sortie de piste       |
| Abd. | C1     | 23  | Nissan Motorsport                  | Kazuyoshi Hoshino Toshio Suzuki               | Nissan R89C                          | D     | 36    | Problèmes électriques |
| Abd. | C1     | 23  | Nissan Motorsport                  | Kazuyoshi Hoshino Toshio Suzuki               | Nissan VRH35Z 3,5 l V8 Turbo         | D     | 36    | Problèmes électriques |
| Abd. | C1     | 7   | The Alpha Racing with Brun         | Oscar Larrauri Maurizio Sandro Sala           | Porsche 962C                         | Y     | 15    | Accident              |
| Abd. | C1     | 7   | The Alpha Racing with Brun         | Oscar Larrauri Maurizio Sandro Sala           | Porsche Type-935 3,0 l Flat-6 Turbo  | Y     | 15    | Accident              |
| Abd. | C1     | 55  | Omron Racing                       | Vern Schuppan Eje Elgh                        | Porsche 962C                         | D     | 1     | Embrayage             |
| Abd. | C1     | 55  | Omron Racing                       | Vern Schuppan Eje Elgh                        | Porsche Type-935 3,0 l Flat-6 Turbo  | D     | 1     | Embrayage             |
| Abd. | C1     | 85  | Cabin Racing Team With Team LeMans | Takao Wada Akio Morimoto (ja)                 | March 88S                            | Y     | 0     | Accidzent             |
| Abd. | C1     | 85  | Cabin Racing Team With Team LeMans | Takao Wada Akio Morimoto (ja)                 | Nissan VG30 3,0 l V6 Turbo           | Y     | 0     | Accidzent             |

## Pole position et record du tour
- Pole position :  Masahiro Hasemi /  Anders Olofsson (#24 Nissan Motorsport) en 1 min 18 s 168
- Meilleur tour en course :  Kazuyoshi Hoshino (#23 Nissan Motorsport) en 1 min 22 s 671

## À noter
- Longueur du circuit : 4,470 km
- Distance parcourue par les vainqueurs : 800,130 km